# Saguenéens de Chicoutimi
Saguenéens de Chicoutimi är ett kanadensiskt proffsjuniorishockeylag som spelar i Ligue de hockey junior majeur du Québec (LHJMQ) sedan 1973. Laget spelar sina hemmamatcher i Centre Georges-Vézina, som har en publikkapacitet på 4 651 vid ishockeyarrangemang, i Chicoutimi i Québec. Saguenéens har vunnit en Trophée Jean Rougeau, som delas ut till det lag som vinner grundserien, för säsongen 1990–1991 och två Coupe du Président, som delas ut till vinnaren av slutspelet, för säsongerna 1990–1991 och 1993–1994. De har dock inte vunnit någon Memorial Cup, CHL:s slutspel mellan säsongens mästare i LHJMQ, OHL och WHL samt ett värdlag.
Saguenéens har fostrat spelare som bland andra Ramzi Abid, Ľuboš Bartečko, Marc Bergevin, Nicolas Blanchard, Pierre-Marc Bouchard, Julien Brouillette, Guy Carbonneau, Laurent Dauphin, Nicolas Deschamps, David Desharnais, Jeff Deslauriers, Gord Donnelly, Éric Gélinas, Christopher Gibson, Charles Hudon, Jacob Lagacé, Jean-Gabriel Pageau, Pierre-Alexandre Parenteau, Drew Paris, Félix Potvin, Joel Rechlicz, Stéphane Richer, Antoine Roussel, André Roy, Lukáš Sedlák, Radoslav Suchý, Mathieu Tousignant och Yannick Tremblay.